# 三重短期大学 (私立)
三重短期大学（みえたんきだいがく）は、三重県四日市市大字日永4,415において1950年に設置計画があったものの開学しなかった日本の私立短期大学である。詳細は後述。

## 概要
- 三重県四日市市に設置される予定のあった日本の私立短期大学で、その計画元は長谷川財団法人[注釈 1]。
- 1948年2月創立の四日市経済専門学校を源流としている[注 1]。
- 1949年10月、文部省[注釈 3]に短期大学[注 2]の設置認可に関する申請を行う[注 3]。
- しかし、開学には至らず、その後は再申請もなし[注 4]。

## 設置予定地
- 三重県四日市市大字日永4,415[注釈 2]。

## 設置予定だった学科
- 経済科 入学定員80名[2]